# Handball Club Charleroi-Ransart
Maillots
Actualités
Le Handball Club Charleroi-Ransart, abrégé en H.B.C.C.R. est un club de handball, situé à Ransart, section de la ville de Charleroi dans la province de Hainaut en Belgique.
Porteur du matricule 595, le club a été fondé sur les cendres de l'ancien CSV Charleroi, Club Carolo ayant évolué quelques années au plus haut niveau.
Le HBCCR est affilié à la LFH et évolue actuellement en Promotion Brabant-Hainaut.
Site Web : http://handball-charleroi.be/

## Logo

1. ↑  Seuls les principaux titres en compétitions officielles sont indiqués ici.